# Robert Volkner

Robert Volkner als Generaldirektor der Vereinigten Stadttheater Leipzig

Robert Volkner in der Rolle des Nathan

Robert Nicolai Volkner (* 12. März 1871 in Riga; † 12. Mai 1950 in Rottach) war ein deutscher Theaterschauspieler, Regisseur und Theaterintendant.

## Leben
Der Sohn des Rigaer Kaufmanns Hugo Hermann Volkner und dessen Ehefrau Sophie, geborene Pentzien, besuchte das Gymnasium seiner Vaterstadt. Danach erhielt er Schauspielunterricht bei dem Oberregisseur Leopold Adler. Ab 1890 folgten erste Engagements als jugendlicher Heldendarsteller an den Theatern in Burg und Rudolstadt, an den vereinigten Theatern von Göttingen und Eisenach, an den Stadttheatern von Augsburg, Mainz und Zürich sowie von 1896 bis 1902 am Königlichen Hoftheater in Kassel.
Von 1902 bis 1905 war er unter Max Staegemann an den Vereinigten Stadttheatern in Leipzig als Schauspieler im Heldenfach engagiert.
Am 14. Juni 1904 heiratete er in Leipzig die Kunstmalerin Änny Polz, Tochter des Buchdruckereibesitzers und Verlegers des Leipziger Tageblattes Woldemar Polz und dessen Frau Anna, geborene Klemm.
1905 wurde Volkner zum Direktor des städtischen Schauspielhauses ernannt. Nach dem Tod des Generalintendanten Max Staegemann wurde er gemeinsam mit Arthur Nikisch dessen Nachfolger. Ab dem 1. April 1906 war Robert Volkner der alleinige Direktor der Vereinigten Stadttheater von Leipzig. Unter seiner Leitung entwickelte sich insbesondere die Leipziger Oper zu einem der führenden Musiktheater in Deutschland.
1912 wechselte Robert Volkner als Direktor an die Oper in Frankfurt am Main. Hier brachte er verstärkt modernes Opernrepertoire zur Aufführung, unter anderem Franz Schrekers Der ferne Klang und Das Spielwerk und die Prinzessin als Uraufführungen.
Von 1919 bis 1921 war er als Nachfolger Arthur von Gerlachs Intendant der Vereinigten Städtischen Bühnen Barmen und Elberfeld und von 1921 bis 1926 wurde er in gleicher Funktion an das Badische Landestheater Karlsruhe berufen.
Nach einer Zwischenstation als Direktor der Neuen Bühne in Wien wechselte Volkner 1927 als Direktor an das Deutsche Theater nach Prag. Hier führte er auch Regie. Volkner war bemüht, mit seinen Inszenierungen zwischen deutscher und tschechischer Bevölkerung zu vermitteln. Als scheidender Direktor betonte er in einem Interview für das Neue Wiener Journal vom 20. September 1933 nochmals seine Sicht auf die besondere kulturpolitische Aufgabe dieses deutschen Minderheitentheaters: (...) unsere Bühne hat außer den allgemeinen künstlerischen Aufgaben noch eine spezielle, besonders schwierige und heikle: die Kultur unserer deutschen Minderheit zu pflegen und zu fördern und den Tschechen näherzubringen. Das ist, meine ich, fruchtbare Politik nationaler Kultur und übernationaler Verständigung und Eintracht, die unsere Zeit so bitter notwendig braucht (...).

## Mitgliedschaften
- Schlaraffia
- Leipziger Stalaktiten
- Leoniden

## Auszeichnungen
- Ritterkreuz des Hausordens vom Weißen Falken
- 1909 Albrechtsorden

## Kritiken
Über seine Zeit als Schauspieler am Königlichen Hoftheater in Kassel 1896–1902:

„V. ist ein Künstler voll Leidenschaft, Kraft und Mark, und unterstützt von einer gefälligen Bühnenerscheinung und sympathischen äußeren Mitteln, wurde er bereits in kurzer Zeit, besonders im klassischen Stück, als eines der beliebtesten Mitglieder jener Bühne erklärt.“